# Trà hoa đào
Dohwa-cha (tiếng Hàn: 도화차; Hanja: 桃花茶) hay trà hoa đào là một loại trà truyền thống của Hàn Quốc được làm từ hoa đào khô. Người ta tin rằng dohwa-cha giúp điều trị táo bón và sỏi thận.

## Chuẩn bị
Dohwa-cha được chuẩn bị với 15–20 gam (0,53–0,71 oz) hoa đào khô đun sôi trong 500 mililít (18 fl oz Anh; 17 fl oz Mỹ) nước. Hoa được thu hoạch vào mùa xuân, phơi khô trong bóng râm và đựng trong túi giấy. Nhị hoa được loại bỏ trước khi được làm khô. Dohwa-cha thường được làm sẵn. Nên ngâm chồi trong 5 đến 10 phút sau khi cho vào nước. Thời gian có thể thay đổi tùy thuộc vào sở thích.